# Otto Mathé

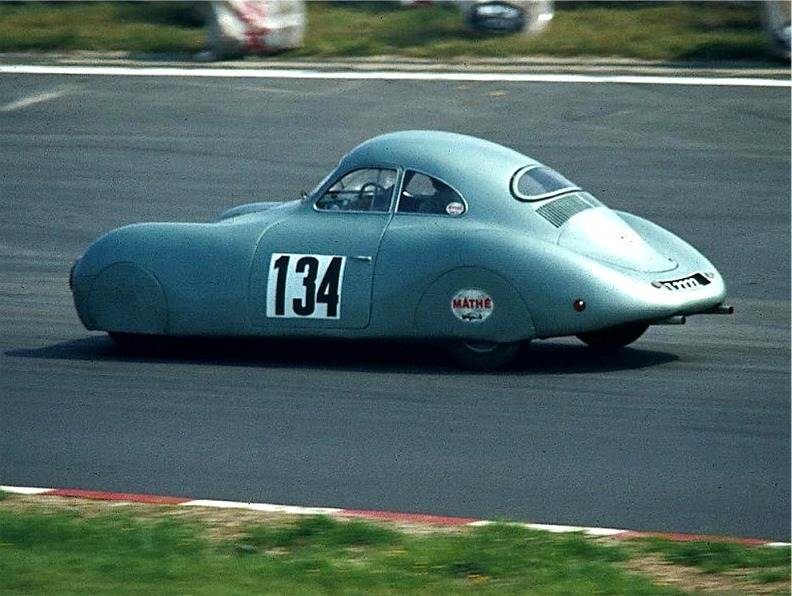
Berlin-Rom-Wagen von Otto Mathé auf dem Nürburgring, 1981

Otto Mathé (* 31. Juli 1907 im Zillertal; † 29. November 1995 in Innsbruck) war ein österreichischer Unternehmer und Autorennfahrer.

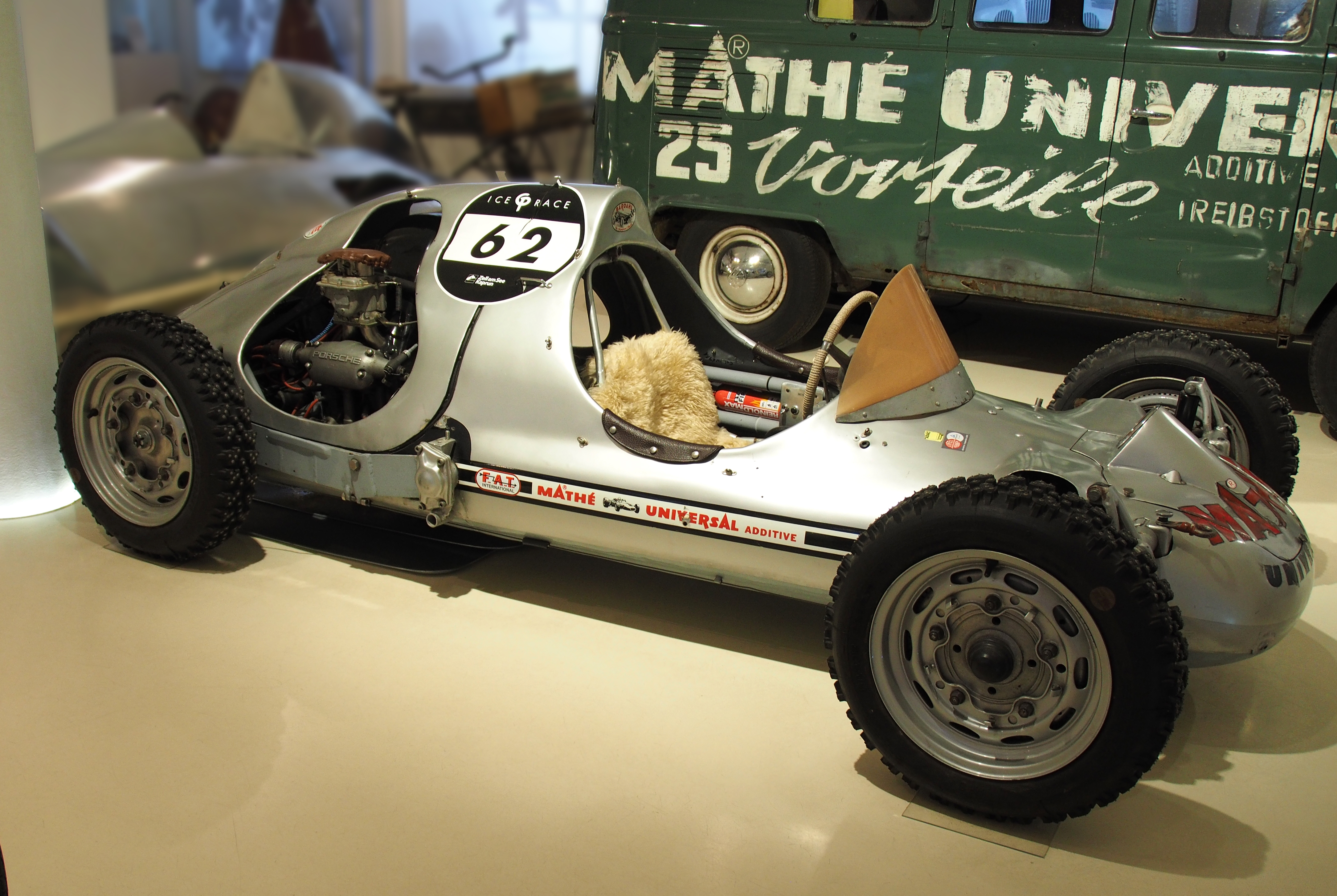
MA-01 „Fetzenflieger“ Eigenbau

## Karriere
Der im Zillertal geborene Mathé wuchs in Innsbruck auf. Bereits als 16-Jähriger bestritt Mathé seine ersten Motorradrennen. 1934 stürzte er bei einem Rennen in Graz so schwer, dass der rechte Arm fortan gelähmt war. Zwei Jahre nach seinem Unfall gründete Mathé in Innsbruck eine Tankstelle und einen Schmierstoffhandel. Wegen der schwierigen Versorgungslage entwickelte er während des Zweiten Weltkriegs verschiedene Treibstoffzusätze. Erfolgreichstes Produkt war das Mathé-Universal-Additiv, das den Ruf hatte, die Ölwechselintervalle eines Motors erheblich verlängern zu können.
Ab 1948 bestritt Mathé Autorennen. Dazu erwarb er 1949 von Ferdinand Porsche einen Berlin-Rom-Wagen. Mit diesem Wagen sowie einem Porsche 356 und einem Eigenbau-Monoposto mit Porsche-Motor dominierte Mathé den Rennsport Österreichs. Niki Lauda bezeichnete Mathé wiederholt als Idol seiner Kinderzeit.
1982 zeichnete die Stadt Innsbruck Mathé mit dem Sportehrenzeichen aus.